# Arminda latifrons
Arminda latifrons är en insektsart som beskrevs av Günther Enderlein 1930. Arminda latifrons ingår i släktet Arminda och familjen gräshoppor. IUCN kategoriserar arten globalt som livskraftig. Inga underarter finns listade i Catalogue of Life.